# Bankomat

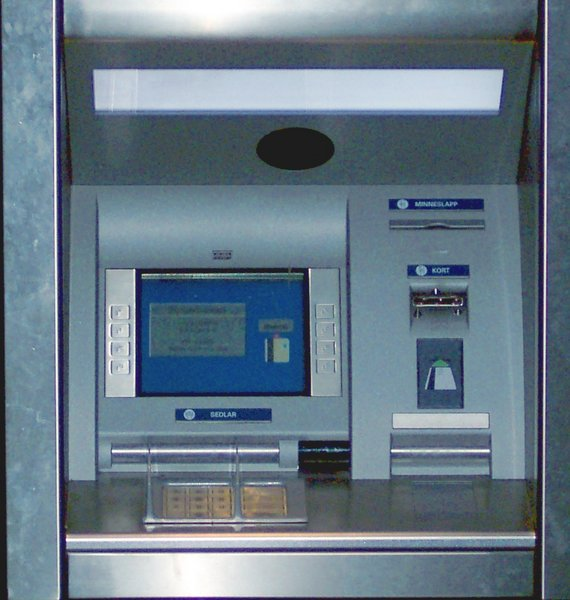
Bankomat produkcji Wincor Nixdorf ProCash 2150

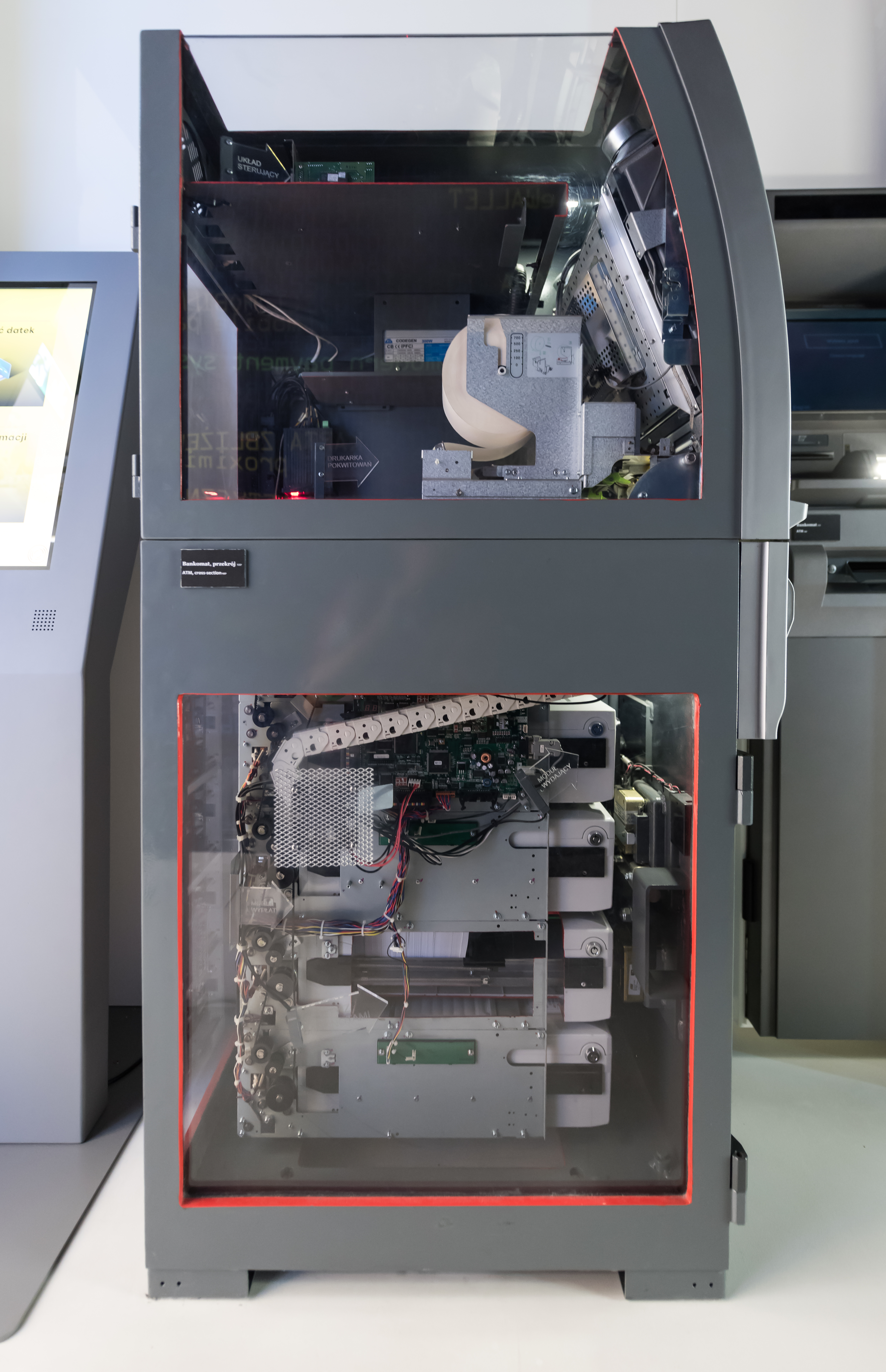
Przekrój bankomatu

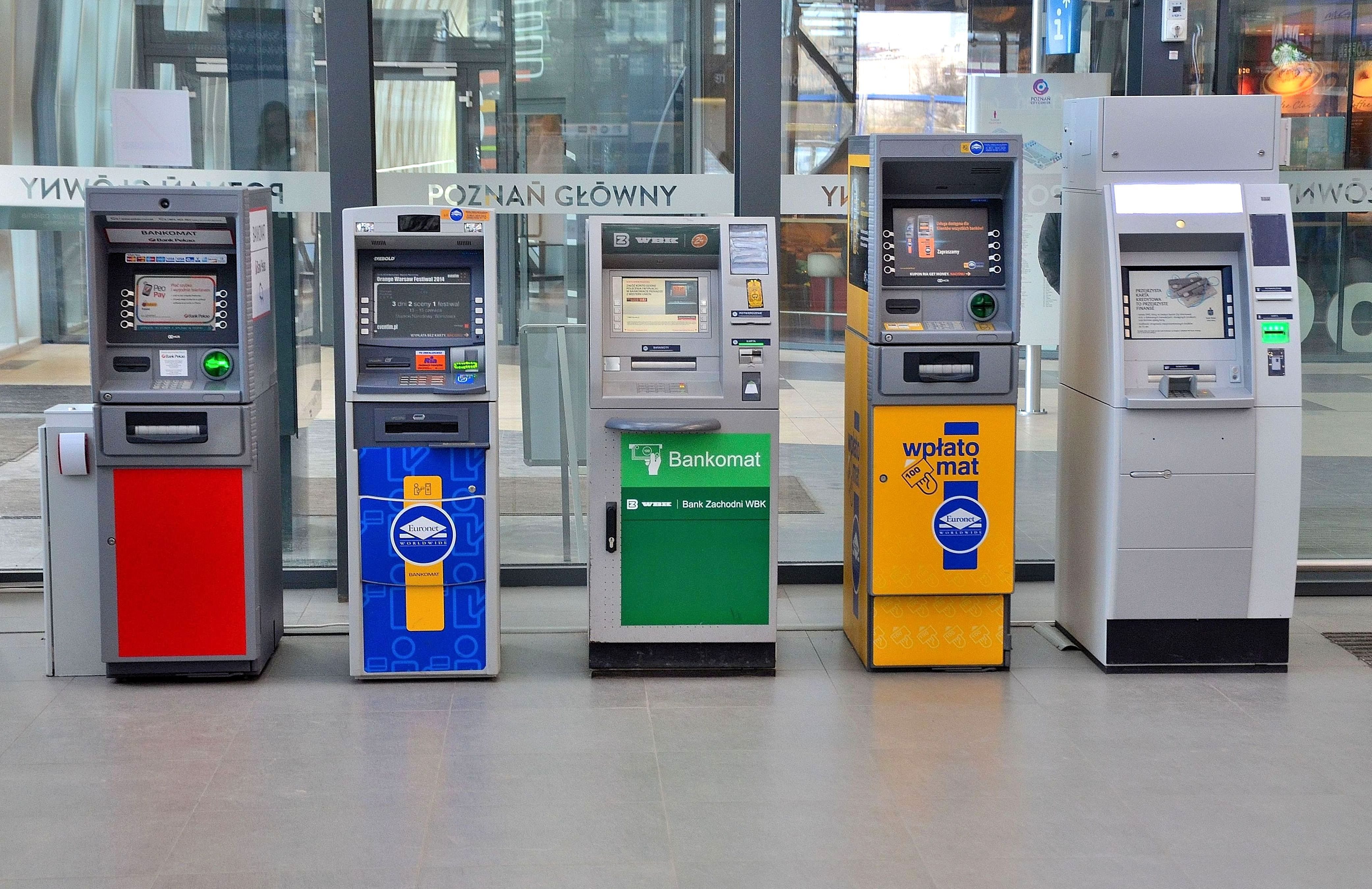
Bankomaty na dworcu kolejowym Poznań Główny

Bankomat (ang. automated teller machine, ATM) – samoobsługowe urządzenie służące przede wszystkim do wypłaty gotówki. Obecnie bankomaty służą także do drukowania potwierdzeń, dostarczania informacji o stanie konta, przyjmowania wpłat na konto itp. operacji.
Działanie bankomatu opiera się najczęściej na systemie informatycznym umożliwiającym wymianę informacji z tzw. systemem autoryzacyjnym (w przypadku bankomatów on-line). Na podstawie informacji zawartych na karcie płatniczej i osobistego, poufnego numeru identyfikacyjnego klienta (tzw. PIN-u), zapobiegającego użyciu tej karty przez osobę niebędącą właścicielem bądź zezwalającego na użycie jej przez osobę upoważnioną przez właściciela karty, lub systemu weryfikacji biometrycznej (obraz siatkówki oka, układ naczyń krwionośnych w palcu itp.) bankomat łączy się z systemem autoryzacyjnym i po otrzymaniu komunikatu zwrotnego wyrażającego zgodę na wykonanie żądanej operacji, realizuje ją. Operacją taką może być np. wypłata lub wpłata gotówki, wydruk potwierdzenia, stanu rachunku itp., w zależności od wyposażenia i skonfigurowania urządzenia. Istnieje także możliwość działania bankomatu w trybie off-line, gdzie do wysokości ustalonej kwoty bankomat nie łączy się z systemem autoryzacyjnym, ale sam „podejmuje decyzje” o wypłacie gotówki klientowi.
Wśród używanych bankomatów można wyróżnić kilka ich rodzajów:
- CD (Cash Dispenser) – urządzenia monofunkcyjne służące tylko do wypłaty gotówki.
- ATM (Automated Teller Machine) – urządzenia wielofunkcyjne, za pomocą których można, oprócz wypłacania gotówki, wpłacić gotówkę, złożyć w bankomacie polecenie przelewu, wypłacić monety, dokonać wydruku stanu konta lub historii dokonanych operacji itp.
- Cash Recycler – bankomaty posiadające moduł gotówki umożliwiający wypłaty i wpłaty banknotów w zamkniętym cyklu (banknoty wpłacane przez jednego klienta są wypłacane kolejnemu).
- CDM (Cash Deposit Machine) – urządzenia pozwalające na pobieranie i rozpoznanie gotówki, a następnie jej zdeponowanie wewnątrz urządzenia.
- Bankomaty bezgotówkowe – urządzenia pozwalające na pobieranie kuponu z kodem kreskowym lub kodem QR. Jest to kupon o równowartości określonej kwoty, który można zrealizować w wybranych sklepach[2].

Bankomaty są wyposażone w kasety nominałowe (w liczbie od 2 do 6), zawierające banknoty przeznaczone do wypłaty lub pochodzące z wpłat, oraz kasety zrzutowe (od 1 do 4) przeznaczone na banknoty uszkodzone, nieodebrane przez klienta lub odrzucone przez moduł gotówkowy.
Do największych producentów bankomatów zalicza się: NCR, Wincor Nixdorf, Diebold. Według szacunków ATM Industry Association w 2008 r. na świecie działało ponad 1,7 mln urządzeń tego typu, a według RBR w 2015 r. będzie ich już 3 miliony.
W Polsce usługi bankomatowe zwykle są zlecane specjalizowanym przedsiębiorstwom na zasadzie outsourcingu (takim jak ITCARD), tylko większe banki posiadają własne sieci bankomatów. Często także wewnętrzne umowy międzybankowe pozwalają na bezpłatne korzystanie z bankomatów należących do innego banku. Koszt bankomatu to średnio 11–12 tysięcy euro.

## Historia

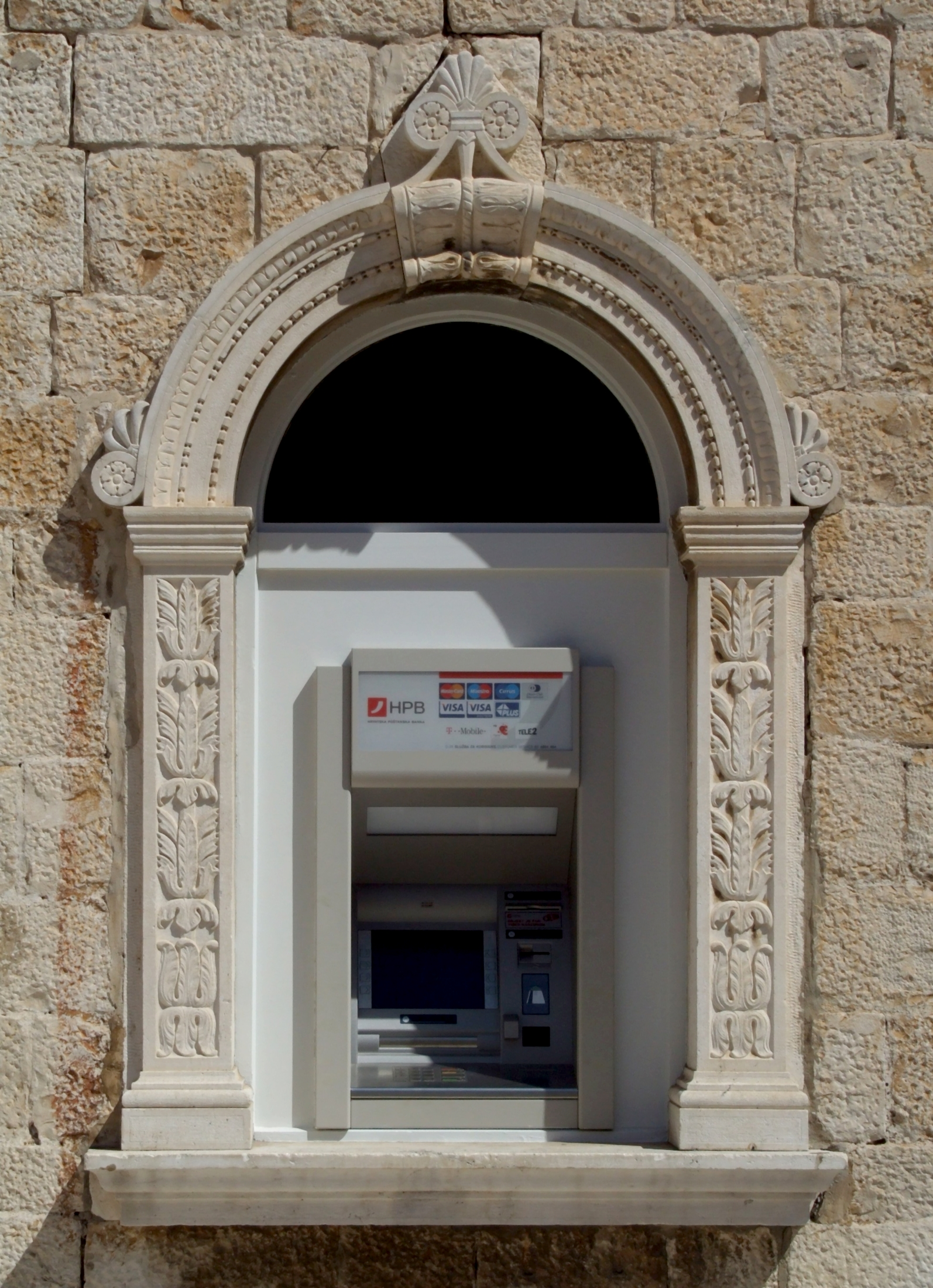
Bankomat w chorwackim mieście Trogir

Pierwszy bankomat został zaprojektowany w 1939 roku przez amerykańskiego wynalazcę, Ormianina z pochodzenia, Luthera G. Simjiana (1905–1997) i zbudowany jako „Bankograph” w 1960 dla City Bank of New York (obecnie Citibank). (Datę powstania wynalazku Simijana (zwanego bankographem) kwestionują jednak badania dokumentów patentowych wskazując na prawdopodobne zaistnienie pomyłki i podając rok 1959, co także uprawdopadabnia data jego prezentacji) Po pół roku został zdemontowany, mniej z powodu trudności technicznych, bardziej z powodu braku akceptacji przez ogół klientów, gdyż najczęściej używali go do składania depozytów gracze wygrywający w kasynach i prostytutki, obawiający się identyfikacji.
Niezależnie wynalazcą bankomatu był również John Shepherd-Barron (1925–2010), a pierwsze urządzenie tego typu na świecie pojawiło się w oddziale Barclays Bank w Londynie 27 czerwca 1967 roku. Jak po latach stwierdził w wywiadzie konstruktor, pomysł urządzenia podsunęła mu maszyna wydająca gumę do żucia. Barronowi udało się namówić szefa Barclays Bank, by poświęcił mu tylko 90 sekund swojego czasu, a to wystarczyło, by przekonać bankiera do pomysłu stworzenia bankomatu: „Jeśli potrafi pan zrobić urządzenie, o jakim pan mówi, kupię je natychmiast” – miał on powiedzieć po krótkiej rozmowie.
Pierwsze bankomaty przyjmowały papierowe karty, kupowane uprzednio w banku, również do wypłacenia pieniędzy był potrzebny czek. Po przeprowadzeniu transakcji urządzenie zatrzymywało taką kartę. Ponieważ Shepherd-Barron nie opatentował swojego wynalazku (wiązałoby się to bowiem z ujawnieniem systemu kodów), podobne urządzenia zaczęły pojawiać się w innych bankach i krajach. Pod koniec lat 60. XX w. na świecie było 781 bankomatów, z czego 595 w Wielkiej Brytanii.
W 1968 roku Don Wetzel stojąc w kolejce bankowej wpadł na pomysł stworzenia automatycznego kasjera. Prototyp powstał w następnym roku, a opatentowany został w roku 1973. Był to pierwszy bankomat wykorzystujący karty z paskiem magnetycznym. W roku 1974 powstało pierwsze urządzenia pracujące w trybie on-line. Dzięki połączeniu z systemem bankowym klient mógł wypłacać kwoty nie wyższe niż miał na rachunku bankowym.
W Polsce pierwszy bankomat pojawił się w roku 1987 w III Oddziale w Warszawie Banku Polska Kasa Opieki SA przy ulicy Tadeusza Czackiego. Pod koniec 2011 roku w Polsce było ponad 17 tysięcy bankomatów.

## Budowa
Podstawowe elementy składowe bankomatu to:
- moduł wypłacający,
- bankomatowy czytnik kart płatniczych,
- monitor,
- klawiatura bankomatowa,
- moduł szyfrujący (w obecnie produkowanych bankomatach zespolony z klawiaturą),
- komputer sterujący,
- drukarka pokwitowań,
- sejf (według klasy zdefiniowanej w normie EN 1143-1).

Opcjonalnie w skład bankomatu mogą wchodzić:
- drukarka dziennika,
- drukarka stanów kont,
- moduł depozytu kopertowego,
- moduł depozytu inteligentnego,
- moduł wypłacający monety,
- rejestrator obrazu i system kamer,
- urządzenia telekomunikacyjne.